# Azu
Azu je tradiční pokrm tatarské kuchyně. Připravuje se z hovězího masa (někdy se používá také skopové maso nebo koňské maso), které se nakrájí na nudličky a dusí společně s cibulí, rajským protlakem, kvašáky a bramborami, dochutí se větším množstvím pepře a česneku. V některých variantách se přidává paprika, mrkev nebo adžika.
Pod sovětským vlivem se azu dostalo i do českých hospod, kde se ale většinou připravuje z vepřového, což je pro Tatary jako muslimy nepřijatelné.